# Desa Sukorejo (administrativ by i Indonesien, Jawa Timur, lat -7,63, long 111,90)
Desa Sukorejo är en administrativ by i Indonesien.   Den ligger i provinsen Jawa Timur, i den västra delen av landet, 600 km öster om huvudstaden Jakarta.